# L'Idéologie californienne
L'Idéologie californienne (The Californian Ideology) est un essai consistant en une critique du néolibéralisme dotcom faite par Richard Barbrook (en) et Andy Cameron, théoriciens des médias de l'université de Westminster. La critique affirme que la montée des technologies de réseau informatique dans la Silicon Valley au cours des années 1990 est liée au néolibéralisme américain et est le résultat d'une hybridation paradoxale entre la gauche et la droite politique en une forme de déterminisme technologique optimiste, ayant créé une forme de technolibertarianisme.
L'essai fondateur de la critique a été publié en 1995 dans le magazine Mute (en). Il a été diffusé plus tard par la liste de diffusion nettime. Une version peaufinée a été publiée dans Science as Culture en 1996. Depuis, la critique a été révisée à plusieurs reprises et a été formulée dans plusieurs langues, dont le français.

## Critique
« Cette nouvelle foi a émergé d'une étrange fusion entre la culture bohémienne de San Francisco et les industries de haute technologie de la Silicon Valley […] l'idéologie californienne combine l'esprit d'indépendance des hippies et le zèle entrepreneurial des yuppies. »

— Richard Barbrook et Andy Cameron, The Californian Ideology: Revised SaC Version
Au cours des années 1990, des entrepreneurs (en) de la Silicon Valley faisaient la promotion d'une idéologie combinant les idées de Marshall McLuhan avec des éléments de libertarianisme et d'économie néolibérale. Certaines publications telles Wired ont véhiculé ces idées.
Par la suite, cette idéologie a été influencée par les éléments de Nouvelle gauche et Nouvelle droite américaines favorables à l'antiétatisme, la contre-culture des années 1960 et utopisme technologique,.

## Réception
Andrew Leonard (en) du site web Salon.com a qualifié l’œuvre de Barbrook et Cameron comme « l'une des critiques les plus approfondies jamais publiée de l'« hypstérisme » numérique néo-conservateur. ». Louis Rossetto (en), ancien éditeur de Wired, a fortement dénoncé l’œuvre, qu'il qualifie de « rétention anale affective d'analyses sociales et économiques erronées du 19e siècle. »
Bien que généralement en accord avec la thèse principale de Barbrook et Cameron, David Hudson de Rewired remet en question leur portrait de la position et l'influence du magazine Wired sur l'industrie. « Ce que Barbrook dit entre les lignes c'est que les gens ayant les rênes du pouvoir de l'univers numérique [...] sont guidés par une construction philosophique complètement biaisée. ». Hudson soutien qu'il n'existe pas une, mais une multitude d'idéologies dans le domaine.